# Lista de governadores de Vermont
Em política, governador de Vermont é o título dado ao chefe do poder executivo do estado norte-americano de Vermont. esta é uma lista de governadores de Vermont:
| Número | Governador            | Data da posse          | Data da saída          | Partido               | Notas |
| ------ | --------------------- | ---------------------- | ---------------------- | --------------------- | ----- |
| 1      | Thomas Chittenden     | Outubro de 1790        | 25 de agosto de 1797   | Sem partido           |       |
| 2      | Paul Brigham          | 25 de agosto de 1797   | 16 de outubro de 1797  | Democrata-Republicano |       |
| 3      | Isaac Tichenor        | 16 de outubro de 1797  | 9 de outubro de 1807   | Federalista           |       |
| 4      | Israel Smith          | 9 de outubro de 1807   | 14 de outubro de 1808  | Democrata-Republicano |       |
| 5      | Isaac Tichenor        | 14 de outubro de 1808  | 14 de outubro de 1809  | Federalista           |       |
| 6      | Jonas Galusha         | 14 de outubro de 1809  | 23 de outubro de 1813  | Democrata-Republicano |       |
| 7      | Martin Chittenden     | 23 de outubro de 1813  | 14 de outubro de 1815  | Federalista           |       |
| 8      | Jonas Galusha         | 14 de outubro de 1815  | 23 de outubro de 1820  | Democrata-Republicano |       |
| 9      | Richard Skinner       | 23 de outubro de 1820  | 10 de outubro de 1823  | Democrata-Republicano |       |
| 10     | Cornelius P. Van Ness | 10 de outubro de 1823  | 13 de outubro de 1826  | Democrata-Republicano |       |
| 11     | Ezra Butler           | 13 de outubro de 1826  | 10 de outubro de 1828  | Nacional Republicano  |       |
| 12     | Samuel C. Crafts      | 10 de outubro de 1828  | 18 de outubro de 1821  | Nacional Republicano  |       |
| 13     | William A. Palmer     | 18 de outubro de 1821  | 2 de novembro de 1835  | Antimaçônico          |       |
| 14     | Silas H. Jennison     | 2 de novembro de 1835  | 15 de outubro de 1841  | Whig                  |       |
| 15     | Charles Paine         | 15 de outubro de 1841  | 13 de outubro de 1843  | Whig                  |       |
| 16     | John Mattocks         | 13 de outubro de 1843  | 11 de outubro de 1844  | Whig                  |       |
| 17     | William Slade         | 11 de outubro de 1844  | 9 de outubro de 1846   | Whig                  |       |
| 18     | Horace Eaton          | 9 de outubro de 1846   | Outubro de 1848        | Whig                  |       |
| 19     | Carlos Coolidge       | Outubro de 1848        | 11 de outubro de 1850  | Whig                  |       |
| 20     | Charles K. Williams   | 11 de outubro de 1850  | Outubro de 1852        | Whig                  |       |
| 21     | Erastus Fairbanks     | Outubro de 1852        | 27 de outubro de 1853  | Whig                  |       |
| 22     | John S. Robinson      | 27 de outubro de 1853  | 13 de outubro de 1854  | Democrata             |       |
| 23     | Stephen Royce         | 13 de outubro de 1854  |                        | Whig (1º mandato)     |       |
| 23     | Stephen Royce         | 13 de outubro de 1854  | 10 de outubro de 1856  | Republicano (2º)      |       |
| 24     | Ryland Fletcher       | 10 de outubro de 1856  | 10 de outubro de 1858  | Republicano           |       |
| 25     | Hiland Hall           | 10 de outubro de 1858  | 12 de outubro de 1860  | Republicano           |       |
| 26     | Erastus Fairbanks     | 12 de outubro de 1860  | 11 de outubro de 1861  | Republicano           |       |
| 27     | Frederick Holbrook    | 11 de outubro de 1861  | 9 de outubro de 1863   | Republicano           |       |
| 28     | J. Gregory Smith      | 9 de outubro de 1863   | 13 de outubro de 1865  | Republicano           |       |
| 29     | Paul Dillingham       | 13 de outubro de 1865  | 13 de outubro de 1867  | Republicano           |       |
| 30     | John B. Page          | 13 de outubro de 1867  | 15 de outubro de 1869  | Republicano           |       |
| 31     | Peter T. Washburn     | 15 de outubro de 1869  | 7 de fevereiro de 1870 | Republicano           |       |
| 32     | George W. Hendee      | 7 de fevereiro de 1870 | 6 de outubro de 1870   | Republicano           |       |
| 33     | John W. Stewart       | 6 de outubro de 1870   | 3 de outubro de 1872   | Republicano           |       |
| 34     | Julius Converse       | 3 de outubro de 1872   | 8 de outubro de 1874   | Republicano           |       |
| 35     | Asahel Peck           | 8 de outubro de 1874   | 5 de outubro de 1876   | Republicano           |       |
| 36     | Horace Fairbanks      | 5 de outubro de 1876   | 3 de outubro de 1878   | Republicano           |       |
| 37     | Redfield Proctor      | 3 de outubro de 1878   | 7 de outubro de 1880   | Republicano           |       |
| 38     | Roswell Farnham       | 7 de outubro de 1880   | 5 de outubro de 1882   | Republicano           |       |
| 39     | John L. Barstow       | 5 de outubro de 1882   | 2 de outubro de 1884   | Republicano           |       |
| 40     | Samuel E. Pingree     | 2 de outubro de 1884   | 7 de outubro de 1886   | Republicano           |       |
| 41     | Ebenezer J. Ormsbee   | 7 de outubro de 1886   | 4 de outubro de 1888   | Republicano           |       |
| 42     | William P. Dillingham | 4 de outubro de 1888   | 2 de outubro de 1890   | Republicano           |       |
| 43     | Carroll S. Page       | 2 de outubro de 1890   | 6 de outubro de 1892   | Republicano           |       |
| 44     | Levi K. Fuller        | 6 de outubro de 1892   | 4 de outubro de 1894   | Republicano           |       |
| 45     | Urban A. Woodbury     | 4 de outubro de 1894   | 8 de outubro de 1896   | Republicano           |       |
| 46     | Josiah Grout          | 8 de outubro de 1896   | 6 de outubro de 1898   | Republicano           |       |
| 47     | Edward C. Smith       | 6 de outubro de 1898   | 4 de outubro de 1900   | Republicano           |       |
| 48     | William W. Stickney   | 4 de outubro de 1900   | 3 de outubro de 1902   | Republicano           |       |
| 49     | John G. McCullough    | 3 de outubro de 1902   | 6 de outubro de 1904   | Republicano           |       |
| 50     | Charles J. Bell       | 6 de outubro de 1904   | 4 de outubro de 1906   | Republicano           |       |
| 51     | Fletcher D. Proctor   | 4 de outubro de 1906   | 8 de outubro de 1908   | Republicano           |       |
| 52     | George H. Prouty      | 8 de outubro de 1908   | 5 de outubro de 1910   | Republicano           |       |
| 53     | John A. Mead          | 5 de outubro de 1910   | 3 de outubro de 1912   | Republicano           |       |
| 54     | Allen M. Fletcher     | 3 de outubro de 1912   | 7 de janeiro de 1915   | Republicano           |       |
| 55     | Charles W. Gates      | 7 de janeiro de 1915   | 4 de janeiro de 1917   | Republicano           |       |
| 56     | Horace F. Graham      | 4 de janeiro de 1917   | 9 de janeiro de 1919   | Republicano           |       |
| 57     | Percival W. Clement   | 9 de janeiro de 1919   | 6 de janeiro de 1921   | Republicano           |       |
| 58     | James Hartness        | 6 de janeiro de 1921   | 4 de janeiro de 1923   | Republicano           |       |
| 59     | Redfield Proctor Jr.  | 4 de janeiro de 1923   | 8 de janeiro de 1925   | Republicano           |       |
| 60     | Franklin S. Billings  | 8 de janeiro de 1925   | 6 de janeiro de 1927   | Republicano           |       |
| 61     | John E. Weeks         | 6 de janeiro de 1927   | 8 de janeiro de 1931   | Republicano           |       |
| 62     | Stanley C. Wilson     | 8 de janeiro de 1931   | 10 de janeiro de 1935  | Republicano           |       |
| 63     | Charles M. Smith      | 10 de janeiro de 1935  | 7 de janeiro de 1937   | Republicano           |       |
| 64     | George David Aiken    | 7 de janeiro de 1937   | 9 de janeiro de 1941   | Republicano           |       |
| 65     | William H. Wills      | 9 de janeiro de 1941   | 4 de janeiro de 1945   | Republicano           |       |
| 66     | Mortimer R. Proctor   | 4 de janeiro de 1945   | 9 de janeiro de 1947   | Republicano           |       |
| 67     | Ernest W. Gibson Jr.  | 9 de janeiro de 1947   | 16 de janeiro de 1950  | Republicano           |       |
| 68     | Harold J. Arthur      | 16 de janeiro de 1950  | 4 de janeiro de 1951   | Republicano           |       |
| 69     | Lee E. Emerson        | 4 de janeiro de 1951   | 6 de janeiro de 1955   | Republicano           |       |
| 70     | Joseph B. Johnson     | 6 de janeiro de 1955   | 8 de janeiro de 1959   | Republicano           |       |
| 71     | Robert T. Stafford    | 8 de janeiro de 1959   | 5 de janeiro de 1961   | Republicano           |       |
| 72     | F. Ray Keyser Jr.     | 5 de janeiro de 1961   | 10 de janeiro de 1963  | Republicano           |       |
| 73     | Philip H. Hoff        | 10 de janeiro de 1963  | 9 de janeiro de 1969   | Democrata             |       |
| 74     | Deane C. Davis        | 9 de janeiro de 1969   | 4 de janeiro de 1973   | Republicano           |       |
| 75     | Thomas P. Salmon      | 4 de janeiro de 1973   | 6 de janeiro de 1977   | Democrata             |       |
| 76     | Richard A. Snelling   | 6 de janeiro de 1977   | 10 de janeiro de 1985  | Republicano           |       |
| 77     | Madeleine Kunin       | 10 de janeiro de 1985  | 10 de janeiro de 1991  | Democrata             |       |
| 78     | Richard A. Snelling   | 10 de janeiro de 1991  | 13 de agosto de 1991   | Republicano           |       |
| 79     | Howard Dean           | 13 de agosto de 1991   | 9 de janeiro de 2003   | Democrata             |       |
| 80     | Jim Douglas           | 9 de janeiro de 2003   | 6 de janeiro de 2011   | Republicano           |       |
| 81     | Peter Shumlin         | 6 de janeiro de 2011   | 5 de janeiro de 2017   | Democrata             |       |
| 82     | Phil Scott            | 5 de janeiro de 2017   | presente               | Republicano           |       |